# Ganesh NW (Ganesh II/III)
 El Ganesh NW (o Ganesh II, o a veces Ganesh III ) es un pico del Ganesh Himal, que es una subcadena de la cordillera del  Himalaya. 
El Ganesh NW, y todo el Ganesh Himal, se encuentran entre los valles Budhi Gandaki y Trisuli Gandaki, a unos 70 km al noroeste de Katmandú. El Ganesh NW se encuentra a unos siete km al oeste de Yangra (Ganesh I).
La nomenclatura para este pico es ambigua y confusa, y varía según las fuentes. Muchas fuentes se refieren a este pico como Ganesh III, y también como Salasungo. Sin embargo, Salasungo se refiere más propiamente a un pico diferente en el Ganesh Himal, Ganesh SE o Ganesh III. El nombre Ganesh II se usa en Finnmap, la fuente autorizada más reciente. 

## Características notables
Aunque baja en elevación entre las principales montañas de Nepal, el Ganesh NW es excepcional en su empinada elevación sobre el terreno local. Por ejemplo, se eleva a 5800 m del Burhi Gandaki en una distancia horizontal de aproximadamente 16 km.

## Historia de su escalada
Hubo seis intentos fallidos en este pico, incluidos los intentos en 1953 y 1954, antes de dos primeros ascensos simultáneos en octubre de 1981. Los dos equipos exitosos fueron un equipo alemán - sherpa (Hermann Warth, Ang Chappal, Nga Temba) por la ladera norte, y un grupo japonés - sherpa (N. Kuwahara, J. Nakamura, N. Hase, Tendi Sherpa, Kirke Sherpa) por el noreste de Spur. Los dos grupos se unieron a 6.300 metros y terminaron en la cara norte. 
Ha habido dos intentos fallidos adicionales desde 1981, en 1988 y 1992, y ningún ascenso más al pico.